# Giro de Lombardia de 2018
A 112.ª edição do Giro de Lombardia (oficialmente: Il Lombardia), quinto e último monumento de ciclismo da temporada, celebrou-se a 13 de outubro de 2018 sobre uma distância de 241 quilómetros com início na cidade de Bérgamo e final na cidade de Como na Itália.
A carreira fez parte do UCI World Tour de 2018, sendo a trigésima sexta e penúltima competição do calendário de máxima categoria mundial e foi vencida pelo ciclista francês Thibaut Pinot da equipa Groupama-FDJ. Completaram o pódio, em segundo lugar o italiano Vincenzo Nibali da Bahrain-Merida e em terceiro lugar o belga Dylan Teuns da BMC Racing.

## Percorrido
O Giro de Lombardia dispôs de um percurso total de 241 quilómetros iniciando desde Bérgamo na região de Lombardia até Como, passando por Colle Galo, Colle Brianza, Madonna del Ghisallo, Muro di Sormano, Civiglio e o Monte Olimpino.

## Equipas participantes
Tomaram parte na carreira um total de 24 equipas, dos quais assistem por direito próprio os 18 equipas UCI World Tour e 6 equipas de categoria Profissional Continental convidados pela organização, quem conformaram um pelotão de 168 ciclistas dos quais terminaram 98. As equipas participantes foram:
| Equipes WorldTeam (18)- AG2R La Mondiale - Astana - Bahrain-Merida - BMC Racing Team - Bora-Hansgrohe - Dimension Data - EF Education First-Drapac p/b Cannondale - Groupama-FDJ - Katusha-Alpecin - Lotto NL-Jumbo - Lotto Soudal - Mitchelton-Scott - Movistar Team - Quick-Step Floors - Sky - Team Sunweb - Trek-Segafredo - UAE Team Emirates Equipes profissionais Continentais (6)- Androni Giocattoli-Sidermec - Bardiani CSF - Fortuneo-Samsic - Israel Cycling Academy - Nippo-Vini Fantini-Europa Ovini - Wilier Triestina-Selle Italia |
| |

## Classificação final
As classificações finalizaram da seguinte forma:
| \| Classificação geral \| Classificação geral \| Classificação geral \| Classificação geral \| Classificação geral \| \| Ciclista \| Ciclista \| Equipe \| Tempo \| \| \| ------------------- \| --------------------- \| --------------------------- \| ------------------- \| ------------------- \| \| 1. \| Thibaut Pinot \| Groupama-FDJ \| 5h53m22s \| \| \| 2. \| Vincenzo Nibali \| Bahrain-Merida \| + 32s \| \| \| 3. \| Dylan Teuns \| BMC Racing Team \| + 43s \| \| \| 4. \| Rigoberto Urán \| EF Education First-Drapac \| + 43s \| \| \| 5. \| Tim Wellens \| Lotto-Soudal \| + 43s \| \| \| 6. \| Ion Izagirre \| Bahrain-Merida \| + 43s \| \| \| 7. \| Rafał Majka \| Bora-Hansgrohe \| + 43s \| \| \| 8. \| Domenico Pozzovivo \| Bahrain-Merida \| + 43s \| \| \| 9. \| Daniel Martin \| UAE Team Emirates \| + 48s \| \| \| 10. \| George Bennett \| LottoNL-Jumbo \| + 1m22s \| \| \| 11. \| Alejandro Valverde \| Movistar Team \| + 1m31s \| \| \| 12. \| Egan Bernal \| Team Sky \| + 1m31s \| \| \| 13. \| Michael Woods \| EF Education First-Drapac \| + 1m31s \| \| \| 14. \| Sébastien Reichenbach \| Groupama-FDJ \| + 1m31s \| \| \| 15. \| Mikel Nieve \| Mitchelton-Scott \| + 1m31s \| \| \| 16. \| Dario Cataldo \| Astana \| + 1m57s \| \| \| 17. \| Primož Roglič \| LottoNL-Jumbo \| + 3m04s \| \| \| 18. \| Patrick Konrad \| Bora-Hansgrohe \| + 3m33s \| \| \| 19. \| Mattia Cattaneo \| Androni Giocattoli-Sidermec \| + 3m33s \| \| \| 20. \| Jakob Fuglsang \| Astana \| + 3m33s \| \| |                       |                             |          |
| |                       |                             |          |
| Fonte: ProCyclingStats |                       |                             |          |
| Classificação geral |                       |                             |          |
| Ciclista | Ciclista              | Equipe                      | Tempo    |
| 1. | Thibaut Pinot         | Groupama-FDJ                | 5h53m22s |
| 2. | Vincenzo Nibali       | Bahrain-Merida              | + 32s    |
| 3. | Dylan Teuns           | BMC Racing Team             | + 43s    |
| 4. | Rigoberto Urán        | EF Education First-Drapac   | + 43s    |
| 5. | Tim Wellens           | Lotto-Soudal                | + 43s    |
| 6. | Ion Izagirre          | Bahrain-Merida              | + 43s    |
| 7. | Rafał Majka           | Bora-Hansgrohe              | + 43s    |
| 8. | Domenico Pozzovivo    | Bahrain-Merida              | + 43s    |
| 9. | Daniel Martin         | UAE Team Emirates           | + 48s    |
| 10. | George Bennett        | LottoNL-Jumbo               | + 1m22s  |
| 11. | Alejandro Valverde    | Movistar Team               | + 1m31s  |
| 12. | Egan Bernal           | Team Sky                    | + 1m31s  |
| 13. | Michael Woods         | EF Education First-Drapac   | + 1m31s  |
| 14. | Sébastien Reichenbach | Groupama-FDJ                | + 1m31s  |
| 15. | Mikel Nieve           | Mitchelton-Scott            | + 1m31s  |
| 16. | Dario Cataldo         | Astana                      | + 1m57s  |
| 17. | Primož Roglič         | LottoNL-Jumbo               | + 3m04s  |
| 18. | Patrick Konrad        | Bora-Hansgrohe              | + 3m33s  |
| 19. | Mattia Cattaneo       | Androni Giocattoli-Sidermec | + 3m33s  |
| 20. | Jakob Fuglsang        | Astana                      | + 3m33s  |

## UCI World Ranking
O Giro de Lombardia outorga pontos para o UCI World Tour de 2018 e o UCI World Ranking, este último para corredores das equipas nas categorias UCI World Team, Profissional Continental e Equipas Continentais. A seguinte tabela mostra o barómetro de pontuação e os 10 corredores que obtiveram pontos:
| Posição   | 1.º | 2.º | 3.º | 4.º | 5.º | 6.º | 7.º | 8.º | 9.º | 10.º | 11.º | 12.º | 13.º | 14.º | 15.º | 16.º-20.º | 21.º-30.º | 31.º-50.º | 51.º-55.º | 56.º-60.º |
| Pontuação | 500 | 400 | 325 | 275 | 225 | 175 | 150 | 125 | 100 | 85   | 70   | 60   | 50   | 40   | 35   | 30        | 20        | 10        | 5         | 3         |

| Classificação |                    |                           |        |
| Posição       | Ciclista           | Equipa                    | Pontos |
| ------------- | ------------------ | ------------------------- | ------ |
| 1.º           | Thibaut Pinot      | Groupama-FDJ              | 500    |
| 2.º           | Vincenzo Nibali    | Bahrain Merida            | 400    |
| 3.º           | Dylan Teuns        | BMC Racing                | 325    |
| 4.º           | Rigoberto Urán     | EF Education First-Drapac | 275    |
| 5.º           | Tim Wellens        | Lotto Soudal              | 225    |
| 6.º           | Íon Izagirre       | Bahrain Merida            | 175    |
| 7.º           | Rafał Majka        | Bora-Hansgrohe            | 150    |
| 8.º           | Domenico Pozzovivo | Bahrain Merida            | 125    |
| 9.º           | Daniel Martin      | UAE Emirates              | 100    |
| 10.º          | George Bennett     | LottoNL-Jumbo             | 85     |